# ATP Finals 2021
De ATP Finals 2021 werden van 14 tot en met 21 november 2021 gehouden in de Pala Alpitour in Turijn. Er werd indoor op hardcourtbanen gespeeld. Het deelnemersveld bestond uit de beste acht spelers/dubbels van de ATP Rankings.

## Enkelspel

### Deelnemers
De acht geplaatste spelers:
| Nr. | Speler             | Ranking | Resultaat             |
| --- | ------------------ | ------- | --------------------- |
| 1.  | Novak Djokovic     | 1       | Halve finale          |
| 2.  | Daniil Medvedev    | 2       | Runner-up             |
| 3.  | Stéfanos Tsitsipás | 4       | Groepsfase, opgave    |
| 4.  | Alexander Zverev   | 3       | Winnaar               |
| 5.  | Andrej Roebljov    | 5       | Groepsfase            |
| 6.  | Matteo Berrettini  | 6       | Groepsfase, opgave    |
| 7.  | Casper Ruud        | 8       | Halve finale          |
| 8.  | Hubert Hurkacz     | 7       | Groepsfase            |
| 9.  | Jannik Sinner      | 9       | Groepsfase, vervanger |
| 10. | Cameron Norrie     | 11      | Groepsfase, vervanger |

### Prijzengeld en ATP-punten
| Resultaat                    | Prijzengeld | ATP-punten    |
| ---------------------------- | ----------- | ------------- |
| winnaar zonder nederlaag     | $ 2.316.000 | 1500          |
| winnaar                      | $ 1.624.000 | GF + 900      |
| finale                       | $ 530.000   | GF + 400      |
| groepsfase (per overwinning) | $ 173.000   | 200           |
| deelnemers                   | $ 173.000   | 3 wedstrijden |
| vervangers                   | $ 93.000    |               |

GF = Resultaten behaald in de groepsfase

### Groepsfase
De eindstand in de groepsfase wordt bepaald door achtereenvolgend te kijken naar eerst het aantal overwinningen in combinatie met het aantal wedstrijden. Mochten er dan twee spelers gelijk staan wordt er naar het onderling resultaat gekeken. Mocht het aantal overwinningen en wedstrijden bij drie of vier spelers gelijk zijn, valt degene die minder dan drie wedstrijden heeft gespeeld sowieso af en wordt er vervolgens gekeken naar het percentage gewonnen sets en eventueel gewonnen games. Als er dan nog steeds geen ranglijst opgemaakt kan worden dan beslist de ATP-ranglijst opgemaakt na het ATP-toernooi van Parijs.

#### Groene Poule
|                 |                    | score            |
| --------------- | ------------------ | ---------------- |
| Novak Djokovic  | Casper Ruud        | 7-6(4), 6-2      |
| Andrej Roebljov | Stéfanos Tsitsipás | 6-4, 6-4         |
| Novak Djokovic  | Andrej Roebljov    | 6-3, 6-2         |
| Casper Ruud     | Cameron Norrie     | 1-6, 6-3, 6-4    |
| Casper Ruud     | Andrej Roebljov    | 2-6, 7-5, 7-6(5) |
| Novak Djokovic  | Cameron Norrie     | 6-2, 6-1         |

| Nr. | Speler             | Wedstrijd w-v | Sets w-v | Games w-v |
| --- | ------------------ | ------------- | -------- | --------- |
| 1   | Novak Djokovic     | 3-0           | 6-0      | 37-16     |
| 2   | Casper Ruud        | 2-1           | 4-4      | 37-43     |
| 3   | Andrej Roebljov    | 1-2           | 3-4      | 34-36     |
| 4   | Cameron Norrie     | 0-2           | 1-4      | 16-25     |
| 5   | Stéfanos Tsitsipás | 0-1           | 0-2      | 8-12      |

#### Rode Poule
|                  |                   | score               |
| ---------------- | ----------------- | ------------------- |
| Daniil Medvedev  | Hubert Hurkacz    | 6-7(5), 6-3, 6-4    |
| Alexander Zverev | Matteo Berrettini | 7-6(7), 1-0 opgave  |
| Daniil Medvedev  | Alexander Zverev  | 6-3, 6-7(3), 7-6(6) |
| Jannik Sinner    | Hubert Hurkacz    | 6-2, 6-2            |
| Alexander Zverev | Hubert Hurkacz    | 6-2, 6-4            |
| Daniil Medvedev  | Jannik Sinner     | 6-0, 6-7(5), 7-6(8) |

| Nr. | Speler            | Wedstrijd w-v | Sets w-v | Games w-v |
| --- | ----------------- | ------------- | -------- | --------- |
| 1   | Daniil Medvedev   | 3-0           | 6-3      | 56-43     |
| 2   | Alexander Zverev  | 2-1           | 5-2      | 28-25     |
| 3   | Jannik Sinner     | 1-1           | 3-2      | 25-23     |
| 4   | Hubert Hurkacz    | 0-3           | 1-6      | 24-42     |
| 5   | Matteo Berrettini | 0-1           | 0-2      | 6-8       |

### Eindfase
|  | Halve finale | Halve finale     | Halve finale    | Halve finale | Halve finale |                 |   | Finale           | Finale | Finale | Finale | Finale |
|  |              |                  |                 |              |              |                 |   |                  |        |        |        |        |
|  | 1            | Novak Djokovic   | 64              | 6            | 3            |                 |   |                  |        |        |        |        |
|  | 3            | Alexander Zverev | 7               | 4            | 6            |                 |   |                  |        |        |        |        |
|  | 3            | Alexander Zverev | 7               | 4            | 6            |                 | 3 | Alexander Zverev | 6      | 6      |        |        |
|  |              |                  |                 |              |              |                 | 3 | Alexander Zverev | 6      | 6      |        |        |
|  |              | 2                | Daniil Medvedev | 4            | 4            |                 |   |                  |        |        |        |        |
|  | 2            | 2                | Daniil Medvedev | 4            | 4            | Daniil Medvedev | 6 | 6                |        |        |        |        |
|  | 2            |                  |                 |              |              | Daniil Medvedev | 6 | 6                |        |        |        |        |
|  | 8            | Casper Ruud      | 4               | 2            |              |                 |   |                  |        |        |        |        |

## Dubbelspel

### Deelnemers
De acht geplaatste teams:
| Nr. | Team                                      | Ranking | Resultaat    |
| --- | ----------------------------------------- | ------- | ------------ |
| 1.  | Nikola Mektić Mate Pavić                  | 1       | Halve finale |
| 2.  | Rajeev Ram Joe Salisbury                  | 2       | Runners-up   |
| 3.  | Pierre-Hugues Herbert Nicolas Mahut       | 3       | Winnaars     |
| 4.  | Marcel Granollers Horacio Zeballos        | 4       | Halve finale |
| 5.  | Ivan Dodig Filip Polášek                  | 6       | Groepsfase   |
| 6.  | Juan Sebastián Cabal Robert Farah Maksoud | 5       | Groepsfase   |
| 7.  | Kevin Krawietz Horia Tecău                | 8       | Groepsfase   |
| 8.  | Jamie Murray Bruno Soares                 | 7       | Groepsfase   |

### Prijzengeld en ATP-punten
| Resultaat                    | Prijzengeld | ATP-punten    |
| ---------------------------- | ----------- | ------------- |
| winnaar zonder nederlaag     | $ 429.500   | 1500          |
| winnaar                      | $ 248.000   | GF+900        |
| finale                       | $ 84.000    | GF+400        |
| groepsfase (per overwinning) | $ 33.000    | 200           |
| deelnemers                   | $ 82.000    | 3 wedstrijden |
| vervangers                   | $ 33.000    |               |

### Groepsfase
De eindstand in de groepsfase wordt bepaald door achtereenvolgend te kijken naar eerst het aantal overwinningen in combinatie met het aantal wedstrijden. Mochten er dan twee koppels gelijk staan wordt er naar het onderling resultaat gekeken. Mocht het aantal overwinningen en wedstrijden bij drie of vier koppels gelijk zijn, valt het koppel dat minder dan drie wedstrijden heeft gespeeld sowieso af en wordt er vervolgens gekeken naar het percentage gewonnen sets en eventueel gewonnen games. Als er dan nog steeds geen ranglijst opgemaakt kan worden dan beslist de ATP-ranglijst opgemaakt na het ATP-toernooi van Parijs.

#### Groene Poule
|                                    |                                    | score                |
| ---------------------------------- | ---------------------------------- | -------------------- |
| Nikola Mektić Mate Pavić           | Kevin Krawietz Horia Tecău         | 6-4, 6-4             |
| Marcel Granollers Horacio Zeballos | Ivan Dodig Filip Polášek           | 4-6, 7-6(10), [10-6] |
| Marcel Granollers Horacio Zeballos | Nikola Mektić Mate Pavić           | 6-4, 7-6(4)          |
| Ivan Dodig Filip Polášek           | Kevin Krawietz Horia Tecău         | 7-6(2), 7-5          |
| Kevin Krawietz Horia Tecău         | Marcel Granollers Horacio Zeballos | 6-3, 6-7(1), [10-6]  |
| Nikola Mektić Mate Pavić           | Ivan Dodig Filip Polášek           | 6-4, 7-6(6)          |

| Nr. | Speler                             | Wedstrijd w-v | Sets w-v | Games w-v |
| --- | ---------------------------------- | ------------- | -------- | --------- |
| 1   | Marcel Granollers Horacio Zeballos | 2-1           | 5-3      | 35-35     |
| 2   | Nikola Mektić Mate Pavić           | 2-1           | 4-2      | 35-31     |
| 3   | Ivan Dodig Filip Polášek           | 1-2           | 3-4      | 36-36     |
| 4   | Kevin Krawietz Horia Tecău         | 1-2           | 2-5      | 32-36     |

#### Rode Poule
|                                           |                                           | score                |
| ----------------------------------------- | ----------------------------------------- | -------------------- |
| Rajeev Ram Joe Salisbury                  | Jamie Murray Bruno Soares                 | 6-1, 7-6(5)          |
| Pierre-Hugues Herbert Nicolas Mahut       | Juan Sebastián Cabal Robert Farah Maksoud | 7-6(1), 6-4          |
| Juan Sebastián Cabal Robert Farah Maksoud | Jamie Murray Bruno Soares                 | 6-2, 6-4             |
| Rajeev Ram Joe Salisbury                  | Pierre-Hugues Herbert Nicolas Mahut       | 6-7(7), 6-0, [13-11] |
| Rajeev Ram Joe Salisbury                  | Juan Sebastián Cabal Robert Farah Maksoud | 7-5, 2-6, [11-9]     |
| Pierre-Hugues Herbert Nicolas Mahut       | Jamie Murray Bruno Soares                 | 6-3, 7-6(5)          |

| Nr. | Speler                                    | Wedstrijd w-v | Sets w-v | Games w-v |
| --- | ----------------------------------------- | ------------- | -------- | --------- |
| 1   | Rajeev Ram Joe Salisbury                  | 3-0           | 6-2      | 36-25     |
| 2   | Pierre-Hugues Herbert Nicolas Mahut       | 2-1           | 5-2      | 33-32     |
| 3   | Juan Sebastián Cabal Robert Farah Maksoud | 1-2           | 3-4      | 33-29     |
| 4   | Jamie Murray Bruno Soares                 | 0-3           | 0-6      | 22-36     |

### Eindfase
|  | Halve finale | Halve finale                        | Halve finale             | Halve finale | Halve finale |                          |                                     | Finale | Finale | Finale | Finale | Finale |
|  |              |                                     |                          |              |              |                          |                                     |        |        |        |        |        |
|  | 4            | Marcel Granollers Horacio Zeballos  | 3                        | 4            |              |                          |                                     |        |        |        |        |        |
|  | 3            | Pierre-Hugues Herbert Nicolas Mahut | 6                        | 6            |              |                          |                                     |        |        |        |        |        |
|  | 3            | Pierre-Hugues Herbert Nicolas Mahut | 6                        | 6            |              | 3                        | Pierre-Hugues Herbert Nicolas Mahut | 6      | 7      |        |        |        |
|  |              |                                     |                          |              |              | 3                        | Pierre-Hugues Herbert Nicolas Mahut | 6      | 7      |        |        |        |
|  |              | 2                                   | Rajeev Ram Joe Salisbury | 4            | 60           |                          |                                     |        |        |        |        |        |
|  | 2            | 2                                   | Rajeev Ram Joe Salisbury | 4            | 60           | Rajeev Ram Joe Salisbury | 4                                   | 7      | [10]   |        |        |        |
|  | 2            |                                     |                          |              |              | Rajeev Ram Joe Salisbury | 4                                   | 7      | [10]   |        |        |        |
|  | 1            | Nikola Mektić Mate Pavić            | 6                        | 63           | [4]          |                          |                                     |        |        |        |        |        |